# Eyjeaux
Eyjeaux este o comună în departamentul Haute-Vienne din centrul Franței. În 2009 avea o populație de 1.193 de locuitori.

## Evoluția populației
| An        | 1975 | 1982 | 1990 | 1999 | 2006  | 2009  |
| --------- | ---- | ---- | ---- | ---- | ----- | ----- |
| Populație | 656  | 768  | 828  | 886  | 1.161 | 1.193 |